# Manning Marable
William Manning Marable (13 de maio de 1950 - 1 de abril de 2011) foi um professor norte-americano que lecionou política pública, história e estudos afro-americanos na Universidade de Columbia. Marable fundou e dirigiu o Instituto de Pesquisa em Estudos Afro-Americanos. Ele é autor de vários textos e era ativo nas causas políticas  progressistas. Na época de sua morte, Marable tinha completado uma biografia do ativista de direitos humanos Malcolm X, intitulado Malcolm X: A Life of Reinvention, através do qual ele ganhou o Prêmio Pulitzer de História.

## Obras
- How Capitalism Underdeveloped Black America (1983)
- Race, Reform and Rebellion (1991)
- Beyond Black and White (1995)
- Speaking Truth to Power: Essays on Race, Resistance, and Radicalism (1996)
- Black Liberation in Conservative America (1997)
- Black Leadership (1998)
- Let Nobody Turn Us Around (2000)
- Freedom: A Photographic History of the African American Struggle (with Leith Mullings and Sophie Spencer-Wood, 2002)
- The Great Wells of Democracy: The Meaning of Race in American Life (2003)
- W. E. B. DuBois: Black Radical Democrat (2005)
- The Autobiography of Medgar Evers (2005, com Myrlie Evers-Williams)
- Malcolm X: A Life of Reinvention (2011)
- Living Black History: How Reimagining the African-American Past Can Remake America's Racial Future (2011)
- The Portable Malcolm X Reader (2013, with Garrett Felber)